# コロンビア (軽巡洋艦)
コロンビア (USS Columbia, CL-56) は、アメリカ海軍が第二次世界大戦で運用した巡洋艦。クリーブランド級軽巡洋艦の2番艦。艦名はサウスカロライナ州コロンビアに因む。その名を持つ艦としては6隻目。

## 艦歴
「コロンビア」は1940年8月18日にニュージャージー州カムデンのニューヨーク造船所で起工した。1941年12月17日、J・A・パスカル夫人によって命名・進水した。1942年7月29日に艦長W・A・ハード大佐の指揮下就役した。
1942年11月9日にノーフォークを出航し、ニューヘブリディーズ諸島のエスピリトゥサント島に12月10日に到着し、同諸島西方の偵察部隊に合流、ガダルカナル島を巡る戦闘の支援を行う。1943年1月29日、ガダルカナル島へ向かう輸送船団を援護するためレンネル島から巡航している間に、「コロンビア」を含む艦隊は日本軍による激しい空襲を受ける。レンネル島沖海戦で、アメリカ軍艦艇は空母艦載機部隊および地上基地からの部隊により援護された。「コロンビア」はこの海戦で敵機3機を撃墜した。2月1日からはエファテ島を拠点として、ソロモン諸島の哨戒を続け、6月29日および30日にはニュージョージア島上陸に際して艦砲射撃と機雷敷設を行った。7月11日および12日にはムンダを砲撃し、その後9月5日までソロモン諸島南東部を哨戒した後シドニーでの短期オーバーホールに入る。
「コロンビア」は1943年9月24日に部隊に再合流し、日本軍の輸送艦迎撃のための哨戒をベララベラ島沖で行う。11月1日、海兵隊がブーゲンビル島への上陸を行う際にブカ島のボニス飛行場、ショートランド島への砲撃を行う。11月2日の夜にはブーゲンビル島への補給を行う日本軍の攻撃輸送艦を迎撃した。エンプレス・オーガスタ湾の戦いでは僚艦と共に軽巡「川内」、駆逐艦「初風」を撃沈した。「コロンビア」はブーゲンビル島への上陸支援を継続し、12月を通じてソロモン諸島への敵目標に対する艦砲射撃任務に従事した。
1944年1月はニューヘブリディーズ諸島で訓練演習を行い、その後2月13日から18日までニッサン島への攻撃、占領を支援した。3月初めに部隊はトラック島とカビエン間の航路を哨戒し、3月17日から23日までエミラウ島の攻撃、占領を支援した。4月4日にポート・パーヴィスを出航し、オーバーホールのためサンフランシスコに向かう。オーバーホールが完了すると8月24日にソロモン諸島に戻った。
1945年1月6日、フィリピンのルソン島西部リンガエン湾で、日本陸軍の特攻機（九九式襲撃機）の体当たり攻撃を受け13名が死亡、44名が負傷した。レイテ島のサンペドロ湾で応急修理を受け、その後西海岸でオーバーホールを受けた。6月16日にレイテ島に戻る。3日後ボルネオのバリクパパンに向けて出航し、6月28日から停泊、7月1日から行われる侵攻作戦に備えた掃海作業の護衛を行う。コロンビアはオーストラリア軍の上陸を支援し、翌日まで艦砲射撃を行った。その後第95任務部隊に合流し、東シナ海での日本艦艇への攻撃任務に従事する。8月15日に戦争が終了すると、視察団をトラック島へ運ぶ。その後は10月31日まで陸軍兵士をグアム、サイパン、硫黄島から帰国させる任務に就いた。
西海岸を訪問した後、「コロンビア」は1945年12月5日にフィラデルフィアに到着、オーバーホール後は予備役兵の訓練任務に1946年7月1日まで従事した。1946年11月30日にフィラデルフィアで退役、保管後1959年2月18日に売却された。
海軍殊勲部隊章に加えて、「コロンビア」は第二次世界大戦の戦功で10個の従軍星章を受章した。

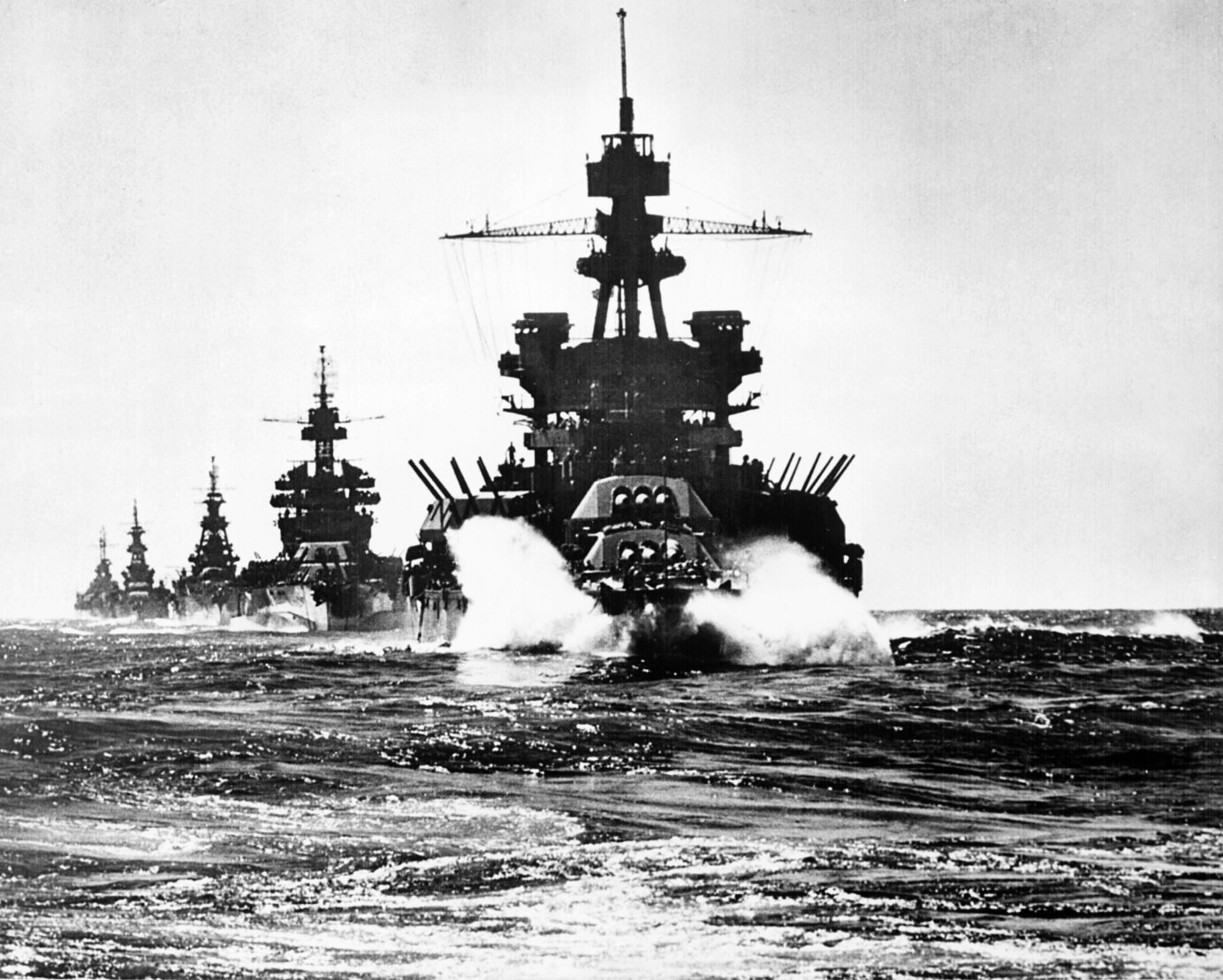
ペンシルベニアを先頭としてリンガエン湾に向かうコロラド、ルイビル、ポートランド、コロンビア。1945年1月
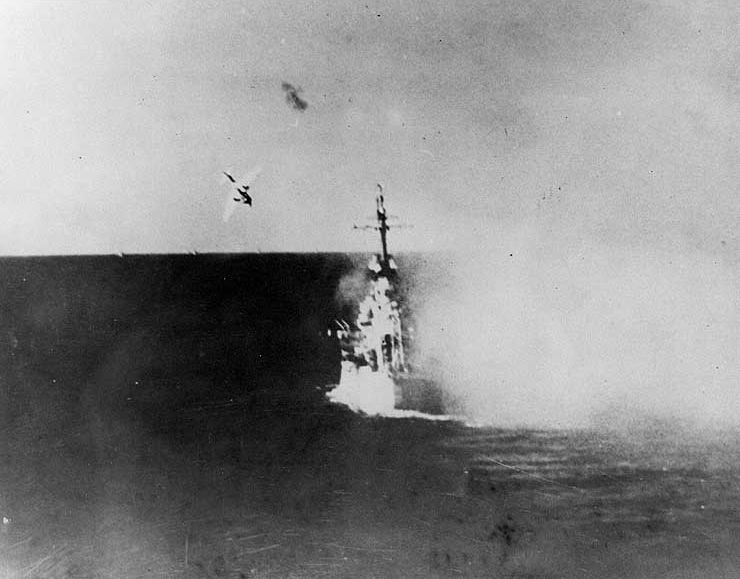
特攻機（九九式襲撃機）が突入する直前。1945年1月6日
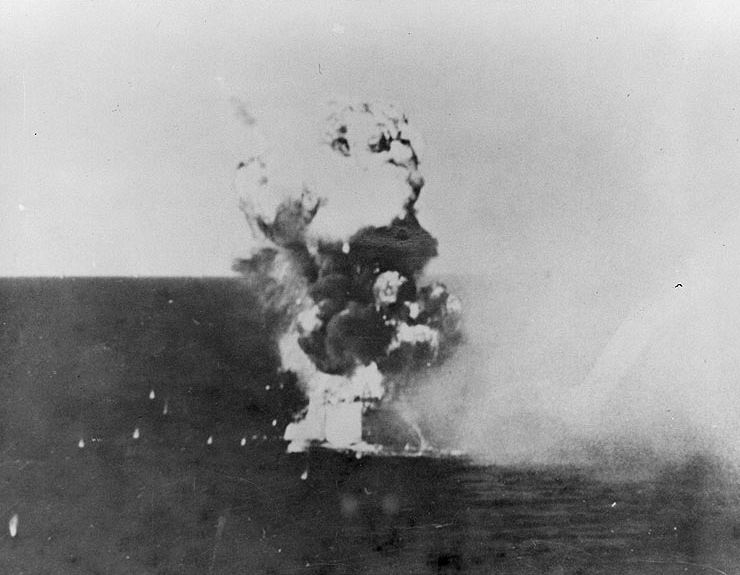
特攻機が突入した瞬間。1945年1月6日17時29分